# Mamblu

Estats arameus a Mesopotàmia al segle IX aC

Mamblu fou un estat arameu fundat al segle X(?), que va tenir per capital a Khurizina o Hurizina, moderna Sultantepe. La capital és famosa perquè va tenir una llibreria o biblioteca assíria. Petita ciutat estat, tenia governador assiri però la població aramea era autònoma. No se'n parla després del segle ix aC.